# Bohyňská lada
Bohyňská lada jsou přírodní rezervace jihozápadně od města Děčín v okrese Děčín. Nachází se na svazích údolí Račího potoka, jižně od Lotarova vrchu (509 m n. m.) a Chmelníku (508 m n. m.), nedaleko vesniček Nová a Stará Bohyně. Z celkové rozlohy asi 200 ha byly pro územní ochranu vybrány dvě nejcennější nespojité lokality (jedna v katastrálním území Krásný Studenec, druhá v katastrálním území Vilsnice) o rozloze asi 41,1 ha s výskytem zvláště chráněných druhů.

## Předmět ochrany
Důvodem ochrany je jedinečný fragment tzv. orchideových luk s koncentrovaným výskytem mnoha zvláště chráněných druhů rostlin např. hadilka obecná (Ophioglossum vulgatum), hvozdík pyšný (Dianthus superbus), pětiprstka žežulník (Gymnadenia conopsea), prstnatec májový (Dactylorhiza majalis), prstnatec Fuchsův (Dactylorhiza fuchsii), vemeník dvoulistý (Platanthera bifolia), vstavač kukačka (Anacamptis morio), vstavač osmahlý (Neotinea ustulata), hadí mord nízký (Scorzonera humilis), hadí jazyk obecný (Ophioglossum vulgatum), bradáček vejčitý (Listera ovata), hlístník hnízdák (Neottia nidus-avis), lilie zlatohlávek (Lilium martagon).